# 大洛拉
大洛拉是德国图林根州的一个市镇。总面积18.29平方公里，总人口960人，其中男性495人，女性465人（2011年12月31日），人口密度52人/平方公里。